# Agrioceros
Agrioceros là một chi bướm đêm thuộc họ Ethmiidae.